# Olympische Sommerspiele 1968/Teilnehmer (Türkei)
| Gelbes Symbol für Goldmedaillen mit stilisierten Olympischen Ringen | Graues Symbol für Silbermedaillen mit stilisierten Olympischen Ringen | Braundes Symbol für Bronzemedaillen mit stilisierten Olympischen Ringen |
| ------------------------------------------------------------------- | --------------------------------------------------------------------- | ----------------------------------------------------------------------- |
| 2                                                                   | —                                                                     | —                                                                       |

Die Türkei nahm an den Olympischen Sommerspielen 1968 in Mexiko-Stadt mit einer Delegation von 29 männlichen Athleten an 29 Wettkämpfen in vier Sportarten teil.
Die türkischen Sportler gewannen zwei Goldmedaillen. Olympiasieger wurden die Freistilringer Mahmut Atalay im Weltergewicht und Ahmet Ayık im Halbschwergewicht. Fahnenträger bei der Eröffnungsfeier war der Ringer Gürbüz Lü.

## Teilnehmer nach Sportarten

### Boxen
- Fuat Temel
Halbfliegengewicht: im Achtelfinale ausgeschieden

- Engin Yadigar
Fliegengewicht: im Achtelfinale ausgeschieden

- Seyfi Tatar
Federgewicht: im Viertelfinale ausgeschieden

- Yeter Sevimlı
Leichtgewicht: im Achtelfinale ausgeschieden

- Ali Kılıçoğlu
Halbweltergewicht: in der 2. Runde ausgeschieden

- Celal Sandal
Weltergewicht: im Viertelfinale ausgeschieden

### Leichtathletik
Männer
- Hüseyin Aktaş
Marathon: 25. Platz

- İsmail Akçay
Marathon: 4. Platz

- Nurullah Candan
Hochsprung: 38. Platz

- Aşkın Tuna
Dreisprung: 25. Platz

### Ringen
- Mehmet Esenceli
Fliegengewicht, Freistil: in der 2. Runde ausgeschieden

- Hasan Sevinç
Bantamgewicht, Freistil: in der 4. Runde ausgeschieden

- Vehbi Akdağ
Federgewicht, Freistil: in der 4. Runde ausgeschieden

- Seyyit Ahmet Ağralı
Leichtgewicht, Freistil: in der 4. Runde ausgeschieden

- Mahmut Atalay
Weltergewicht, Freistil: Gold

- Hüseyin Gürsoy
Mittelgewicht, Freistil: 5. Platz

- Ahmet Ayık
Halbschwergewicht, Freistil: Gold

- Gıyasettin Yılmaz
Schwergewicht, Freistil: in der 1. Runde ausgeschieden

- Metin Çıkmaz
Fliegengewicht, griechisch-römisch: in der 4. Runde ausgeschieden

- Kaya Öczan
Bantamgewicht, griechisch-römisch: 6. Platz

- Metin Alakoç
Federgewicht, griechisch-römisch: 5. Platz

- Kâzım Ayvaz
Leichtgewicht, griechisch-römisch: in der 3. Runde ausgeschieden

- Sırrı Acar
Weltergewicht, griechisch-römisch: in der 3. Runde ausgeschieden

- Tevfik Kış
Mittelgewicht, griechisch-römisch: in der 4. Runde ausgeschieden

- Gürbüz Lü
Halbschwergewicht, griechisch-römisch: in der 2. Runde ausgeschieden

- Bekir Aksu
Schwergewicht, griechisch-römisch: in der 2. Runde ausgeschieden

### Schießen
- Türker Özenbaş
Freie Pistole 50 m: 52. Platz

- Mehmet Dursun
Kleinkalibergewehr Dreistellungskampf 50 m: 54. Platz
Kleinkalibergewehr liegend 50 m: 51. Platz

- Metin Salihoğlu
Trap: 30. Platz